# Erlis Frashëri
Erlis Frashëri (Coriza, 13 maggio 1988) è un calciatore albanese, difensore del Besa Kavajë.

## Carriera

### Club
Il 1º agosto 2016 viene acquistato a titolo definitivo dalla squadra albanese del Kamza.